# プロリン-3-ヒドロキシラーゼ
プロリン-3-ヒドロキシラーゼ（proline 3-hydroxylase）は、次の化学反応を触媒する酸化還元酵素である。
L-プロリン + 2-オキソグルタル酸 + O2 {\displaystyle \rightleftharpoons } cis-3-ヒドロキシ-L-プロリン + コハク酸 + CO2
反応式の通り、この酵素の基質はL-プロリンと2-オキソグルタル酸とO2、生成物はcis-3-ヒドロキシ-L-プロリンとコハク酸とCO2である。
組織名はL-proline,2-oxoglutarate:oxygen oxidoreductase (3-hydroxylating)である。